# Novo Buritizal
Novo Buritizal é um bairro do município brasileiro de Macapá, capital do estado do Amapá. Segundo o censo demográfico de 2022, realizado pelo Instituto Brasileiro de Geografia e Estatística (IBGE), sua população era de 23 750 habitantes e havia 6 620 domicílios particulares permanentes ocupados. Trata-se então do bairro mais populoso do município.
De acordo com o IBGE, em 2010 a população era de 23 975 habitantes e havia 5 584 domicílios particulares.